# Phaenocarpa basirufa
Phaenocarpa basirufa är en stekelart som beskrevs av Fischer 1974. Phaenocarpa basirufa ingår i släktet Phaenocarpa och familjen bracksteklar. Inga underarter finns listade i Catalogue of Life.